# Allium garganicum
Allium garganicum (часник гарганський) — вид трав'янистих рослин родини амарилісові (Amaryllidaceae), ендемік Італії.

## Опис
Цибулина яйцеподібна, 14–16 × 10–12 мм, зовнішні оболонки мембранні, коричневі, внутрішні — напівпрозорі, білуваті. Стебло поодиноке, міцне, висотою 38–40 см, голе, прямостійне, циліндричне, вкрите листовими піхвами на 1/3–1/2 довжини. Листків 4–5, голі, зелені, напівциліндричні, завдовжки 12–20 см і шириною 1–1.5 мм, ребристі, довші, ніж суцвіття. Суцвіття нещільне, 12–35-квіткові. Оцвітина конічно-дзвоноподібна, листочки оцвітини жовтуватого або зеленувато-жовтого кольору, із зеленою середньою жилкою, 4–4.5 мм завдовжки та 1.8–2 мм шириною, довгасто-еліптичні, на верхівці закруглені. Пиляки довгасті, жовтуваті, 1–1.1 × 0.5–0.6 мм. Зав'язь куляста, 2  × 1.9–2 мм. Коробочка трикутна, еліпсоїдна, 3.2–3.5 × 2.8–3 мм. 2n=16.

## Поширення
Ендемік Італії.
Населяє пасовища (вторинні луки) і середземноморські гариги й макі. Вид росте на вапняках не тільки біля узбережжя, але й на більш високій висоті (на Чорногорі (італ. Montenero) майже на 1000 м. н.р.м.).

## Загрози та охорона
Основними загрозами для виду та його оселища є кочовий випас, пожежі, рекреаційний наступ, наслідки занепаду традиційного управління пасовищами.
Значна частина півострова Гаргано входить до складу заповідних територій але невідомо, чи трапляється цей вид у них.

## Використання
Відомості щодо використання чи торгівлі відсутні.